# محسن رضایی در انتخابات ریاست‌جمهوری ایران (۱۳۹۲)

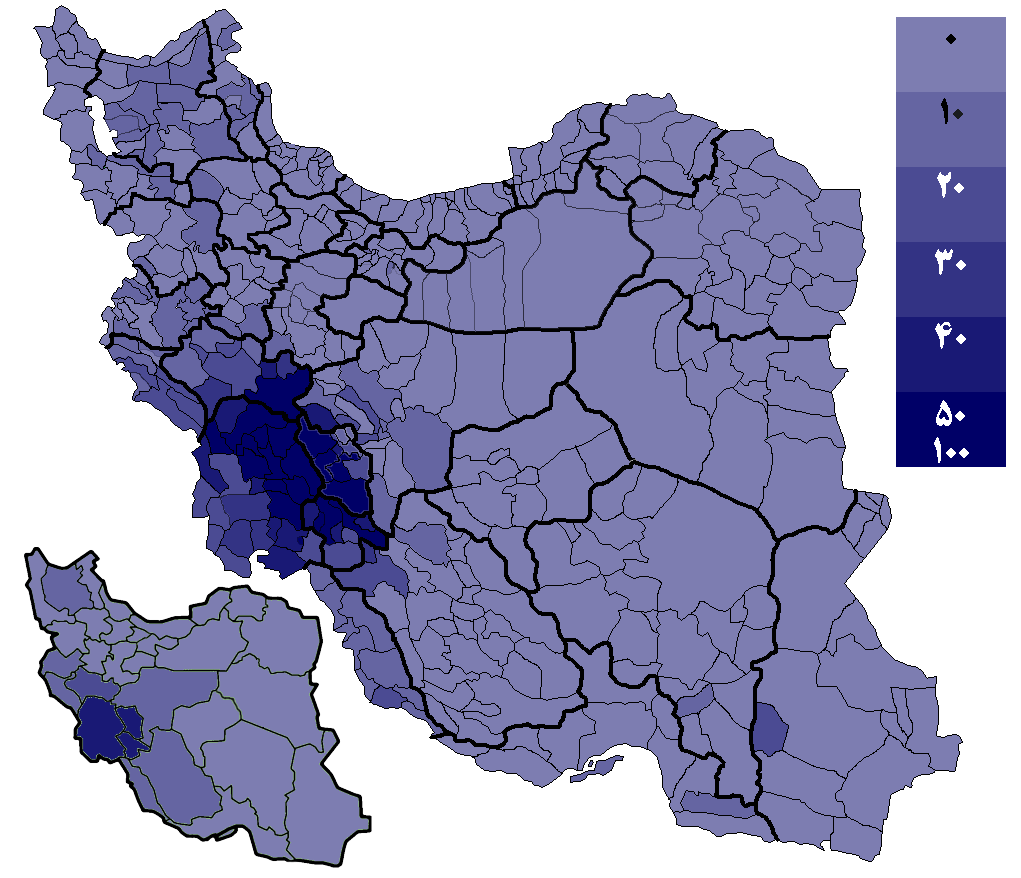
درصد رای رضایی در انتخابات به تفکیک شهرستان و استان

محسن رضایی دبیر مجمع تشخیص مصلحت نظام در ۱۴ اسفند ۱۳۹۱ رسماً اعلام کاندیداتوری کرد و در ۲۰ اردیبهشت برای انتخابات ریاست جمهوری ثبت نام کرد.

## جبهه ایستادگی
جبهه ایستادگی ایران اسلامی اعلام کرده‌است که محسن رضایی (که در دو انتخابات پیش نیز حضور داشته‌است) گزینهٔ قطعی و نهایی این طیف است.
این جبهه در انتخابات مجلس نهم با جدا شدن از دیگر اصولگرایان تشکلی بود که با رهبری معنوی محسن رضایی تشکیل شده‌بود و توانست چند کرسی مجلس را تصاحب کند.
دبیرکل حزب سبز نیز اعلام کرده‌است که رضایی گزینه نهایی این حزب می‌باشد.
البته محسن رضایی مستقل در انتخابات شرکت کرد.

## نشست‌ها و وعده‌ها
- محسن رضایی در اولین برنامه رسمی تبلیغاتی خود که در پارک لاله برگزار شد با بیان اینکه «سیاست و دولت من، سیاست و دولت علوی خواهد بود»، افزود: من در مقابل ظالمان می‌ایستم و حق ملت ایران را از آن‌ها می‌ستانم. من دست و بازوی هر انسان ایرانی و هر انسان مسلمان را می‌بوسم و در مقابل گرفتن حق ایران در مقابل دشمنان کوتاهی نخواهم کرد.[۸]
- محسن رضایی در سفر یک روزه خود به رباط کریم در ستاد انتخابات خود در این شهرستان در جمع شهروندان به فرارسیدن سالروز آزادسازی خرمشهر اشاره کرد و اظهار داشت:در دولت یازدهم، روابط ایران در سیاست خارجی و بین‌الملل بازگشایی می‌شود و بهبود می‌یابد. وی اظهار داشت: هم‌اکنون مشکلات زندگی بسیار سخت و فشار زیادی بر مردم تحمیل می‌شود، بیکاری عزت و شخصیت جوانان کشور را از بین برده و باعث به وجود آمدن معضلاتی شده‌است.[۹]
- محسن رضایی  در گفتگویی با خبرنگاران با بیان اینکه همه سلائق در انتخابات یازدهمین ریاست جمهوری حضور فعال دارند، اظهار کرد: اگر آقای هاشمی در انتخابات ریاست جمهوری می‌ماند رقیب خوبی برای من بود. وی با بیان اینکه رقیب اصلی من در انتخابات فقر، بیکاری و گرانی است، افزود: معتقد هستم کسی که به قانون احترام گذاشته و تمکین می‌کند باید مورد توجه مسئولان کشور قرار گیرد.[۱۰]
- محسن رضایی  در برنامه با دوربین شبکه یک سیما با شعار یا ابوالفضل صحبت خود را آغاز کرد و گفت: می‌خواهم بیانم را از یک حادثه شروع کنم. حادثه  تکان دهنده‌ای که اخیراً دیده‌ام. وی با اشاره به اینکه در ۹ ماه گذشته به ۲۵۰ شهرستان و ۴۰ دانشگاه رفته‌ام و در بین دانشجویان، اساتید، کارگران، کشاورزان، فرهنگیان و روستائیان بوده‌ام، بیان کرد: حادثه تکان دهنده‌ای که برایم رخ داد صحبت‌های پدر سه شهید بود که می‌گفت ۵ فرزند دارم و هر ۵ تای آن‌ها بیکارند. ۶۰۰ هزار تومان از بنیاد شهید می‌گیرم، ۱۰ میلیون خرج کرده‌ام، ۲ تا از فرزندانم لیسانس و ۳ تای آن‌ها فوق لیسانس هستند. این حادثه من را تکان داد آیا باید زندگی مردم من این طور باشد؟[۱۱]
- محسن رضایی در سفر انتخاباتی به خرم‌آباد اعلام کرد از غلامعلی حداد عادل و محمدرضا عارف، دو نامزد کنار کشیده از صحنه انتخابات ریاست جمهوری، در کابینه دولت احتمالی‌اش استفاده خواهد کرد.[۱۲]

## افتتاح سایت ویکی رضایی
محسن رضایی به منظور معرفی برنامه‌های خود اقدام به گشایش وبگاهی به نام ویکی رضایی کرد. در مقدمه این سایت در خصوص این پایگاه اینترنتی آمده است: <<این مجموعه حاصل چندین ماه تلاش بی وقفه جمعی از برنامه‌ریزان و مشاوران افتخاری جناب آقای دکتر محسن رضایی و حاوی برنامه‌های پیشنهادی این گروه از نخبگان ارجمند برای دولت ایشان بوده که بر اساس اولویت‌ها و ضرورت‌های مورد نظر ایشان به تفکیک شهرستان تبیین و تدوین شده است. این مجموعه برنامه‌نویسی آزاد برگرفته از دیدگاه ویکی‌پدیا است که با مشارکت نخبگان تهیه، تکمیل و به روزرسانی می‌شود. امید است نخبگان، دانشگاهیان و عموم ملت بزرگوار ایران که نسبت به فردای خود و فرزندان خود دغدغه و نگرانی دارند، با حضور و مشارکت فعال نسبت به غنی‌سازی و به روزرسانی این دانشنامه آزاد، دکتر محسن رضایی را در اداره بهتر کشور و دولت بعدی یاری رسانند. بدیهی است بانک اطلاعاتی این دانشنامه انتخاباتی اسامی، دیدگاه‌ها، نظرات و برنامه‌های پیشنهادی همه شما عزیزان را به تفکیک ثبت و ضبط کرده و در آینده با نام نویسنده یا ویراستار همان اثر منتشر خواهد کرد. ما جمعی از نخبگان و مشاوران افتخاری دکتر محسن رضایی سنگ بنایی ایجاد کرده‌ایم تا از این پس هر فرد یا گروهی که خود را برای خدمت به مردم کاندیدا می‌نمایند، پیشاپیش برنامه‌های خود را به پیشگاه ملت عرضه نمایند. باشد که مقبول ایران بیفتد. >>

## رسانه‌ها
سایت‌ها: تابناک
روزنامه ها: تابناک

## برنامه‌ها

### اقتصادی
رضایی خواستار سپرده شدن اقتصاد به مردم از دست دولت و نیروهای مسلح شد. او وعده داد یارانه‌ها را تا ۱۱۰ هزار تومان افزایش خواهد داد.

### لغو سربازی اجباری
او وعده داد با هماهنگی با نیروهای مسلح و رهبر و از طریق شورای امنیت ملی برای حذف سربازی اجبازی و جایگزینی آن با سربازی حرفه‌ای خواهد بود.